# Rävlanda
Rävlanda is een plaats in de gemeente Härryda in het landschap Västergötland en de provincie Västra Götalands län in Zweden. De plaats heeft 1345 inwoners (2005) en een oppervlakte van 147 hectare.

## Verkeer en vervoer
Bij de plaats loopt de Riksväg 27/Riksväg 40.
De plaats heeft een station op de spoorlijn Göteborg - Kalmar / Karlskrona.

## Voetnoten
1. ↑  (sv)  Tätort (17-02-2006). Zweeds Bureau voor Statistiek. Tätorter 2005. Bezocht op 13 april 2009.